# Rafael Montalvo y Baranda
Rafael Montalvo y Baranda (1808 - 18??) fue un político novohispano. Nacido en San Francisco de Campeche, entonces puerto de la Capitanía General de Yucatán, y fallecido en la misma ciudad, capital de la provincia de Campeche, Yucatán, México. Fue gobernador interino de Yucatán durante un breve lapso en 1834. Estuvo vinculado políticamente con el general Francisco de Paula Toro y con Antonio López de Santa Anna.

## Datos históricos
En base al "pronunciamiento" del 5 de julio de 1834 de los centralistas en Yucatán, el alcalde 1° constitucional del ayuntamiento de la ciudad de Campeche, Rafael Montalvo y Baranda, fue reconocido en esa fecha como gobernador interino de Yucatán. El ejercicio del cargo en este caso serviría a la transición política que finalmente daría curso a la asunción del poder público por parte de Francisco de Paula Toro, el indicado por Antonio López de Santa Anna, su cuñado, para gobernar Yucatán. Mediante este proceso, los centralistas recuperaron el poder que habían perdido en el estado en 1832 a manos de los federalistas yucatecos. La intención de fondo de los centralistas era promover desde Yucatán y Campeche la consolidación del régimen centralista en México y el de la persona de Santa Anna como cabeza de este régimen, como quedó plenamente de manifiesto cuando poco después, en septiembre de 1835, se promulgara, siendo gobernador del estado José de la Cruz Villamil, el decreto emitido por el Congreso de Yucatán, en el que se pedía al Congreso de la Unión proceder en consecuencia.